# Druckindustrie
Die Druckindustrie (auch Druckwirtschaft, Druckgewerbe, Druckwesen) ist ein Wirtschaftszweig (Branche) der Druckerzeugnisse herstellt. Zur Druckindustrie gehörten im Jahr 2022 rund 6.900 überwiegend kleine und mittelständische Betriebe mit etwa 110.523 Beschäftigten.
Rund 83 Prozent der Betriebe beschäftigen weniger als 20 sozialversicherungspflichtige Personen. Das sind rund 24 Prozent aller Beschäftigten der Branche. Der überwiegende Anteil der Mitarbeitenden – knapp 60 Prozent – arbeiten in Betrieben mit mindestens 20 und weniger als 250 Beschäftigten.
Von der starken Präsenz bedruckter Materialien und Produkte in unserem Alltag leben nicht nur Druck- und Medienbetriebe, sondern auch ihre Zulieferer. Die größten sind Papierhersteller, Druckfarbenlieferanten sowie Händler und Produzenten von Klebstoffen. Aber auch Energiedienstleister und Maschinenhersteller profitieren von einer gesunden Druckindustrie.

## Gewerbe der Druckindustrie
Die deutschen Druck- und Medienunternehmen gehören zu den modernsten weltweit.

### Unterscheidungen beim industriellen Druckwesen
- vorgeschalteten Industriezweigen: Druckvorstufe, Zulieferer
Zu den Zulieferern gehören u. a. Hersteller von Druckfarben, -lacken, Druck- und Verarbeitungschemie sowie Papierhersteller, Hersteller von Druckmaschinen und Werkzeugen, aber auch Firmen aus dem Bereich Satzherstellung und Reproduktion (Reprografie).
- die eigentliche Druckindustrie (Druckereien und Verlage).
- Druckweiterverarbeitung (auch Ausrüstung genannt): Sie besteht zum Großteil aus der Buchbinderei, aber auch Logistikprozesse lassen sich hier einordnen.

Die deutsche Druck- und Medienwirtschaft wird gemäß der Klassifikation der Wirtschaftszweige als ein Wirtschaftszweig des Produzierenden Gewerbes bewertet. In der amtlichen Statistik wird ihr der dreistellige Klassifikations-Code 18.1 zugewiesen.

## Untergeordnete Sparten
Sie besteht aus vier untergeordneten Klassen bzw. Sparten:
- Drucken anderweitig nicht genannter Erzeugnisse (18.12)
- Druck- und Medienvorstufe (18.13)
- Drucken von Zeitungen (18.11)
- Binden von Druckerzeugnissen und damit verbundene Dienstleistungen (18.14)

## Wirtschaftliche Bedeutung
Nahezu alle Branchen und Organisationen sind zwingend auf Druckprodukte angewiesen. Deshalb gilt die Druck- und Medienbranche als weitgehend systemrelevant. 85 Prozent des Produktionsvolumens resultieren aus Aufträgen aus der gewerblichen Wirtschaft.
Unternehmen brauchen Formulare, Broschüren, Kataloge, Plakate, Verpackungen, Gebrauchsanweisungen, Beipackzettel, Flyer und Etiketten, um damit ihre Zielgruppen und Märkte zu bedienen. Der Staat lässt u. a. Ausweise, Parlamentsdrucksachen, Geld und Wahlunterlagen drucken. 24 Prozent der gewerblich georderten Produktion entfallen auf Zeitungen, Zeitschriften und Bücher. Weitere Druckerzeugnisse sind zum Beispiel bedruckte Tapeten, Fußböden, Folien, Displays, Chips, Batterien und Tastaturen.
Privat werden knapp 11 Prozent des gesamten Produktionsvolumens geordert. Für die Einladungskarte zur Hochzeit über das Abibuch bis hin zum Fotobuch geben die Deutschen rund 2,2 Milliarden Euro für Print aus.

## Ausbildungs- und Beschäftigungssituation
Die Druckindustrie beschäftigte 2022 über 110.000 Menschen in sozialversicherungspflichtigen Beschäftigungsverhältnissen und bildete im Berufsschuljahr 2021/2022 8.723 junge Menschen in zahlreichen Ausbildungsberufen aus.
Der am häufigsten gewählte Ausbildungsberuf ist Mediengestalter Digital und Print. 5.949 Personen wählten diese Ausbildung 2021/2022. In der Drucktechnik, zu der u. a. die Ausbildungsberufe Medientechnologe Druck und Medientechnologe Siebdruck gehören, wurden 2021/2022 1.588 Personen ausgebildet. Berufe in der Druckweiterverarbeitung, wie z. B. Medientechnologe Druckverarbeitung, Buchbinder, oder Packmitteltechnologe wählten 2021/2022 1.688 Auszubildende.
Die Branche ist geprägt von kleinen Unternehmen: 2022 hatten rund 83 Prozent aller Druckereien weniger als 20 Beschäftigte, nur rund 3 Prozent hatten 100 oder mehr.

## Branchenvertretung
Am 15. August 1869 wurde der Deutsche Buchdruckerverein als erster fachlicher Wirtschaftsverband in Deutschland gegründet.
Heute werden die Interessen der Druckindustrie vom Bundesverband Druck und Medien mit Sitz in Berlin vertreten. Als Arbeitgeberverband, politischer Wirtschaftsverband und technischer Fachverband vertritt er die Positionen und Ziele der Druck- und Medienwirtschaft gegenüber Politik, Verwaltung, Gewerkschaften und Zulieferern.

## Tarifverträge der Druckindustrie
Die bundesweit geltenden Tarifverträge für die gewerblichen Arbeitnehmer und Auszubildenden schließt der Bundesverband Druck und Medien e. V. (bvdm) mit der Vereinten Dienstleistungsgewerkschaft ver.di ab. Für die Angestellten existieren regional unterschiedliche Tarifverträge, die zwischen den Landesverbänden des bvdm und der Gewerkschaft ver.di verhandelt werden.